# Oleg Mensjikov
Oleg Jevgenevitj Mensjikov (ryska: Олег Евгеньевич Меньшиков), född 8 november 1960, är en rysk skådespelare. Hans filmkarriär började under tidigt 1980-tal i komedin Pokrovskije Vorota och i Nikita Michalkovs Rodnija.
1993 samarbetade Mensjikov och Michalkov igen, i deras mest kända film Brända av solen, där Mensjikov spelar en manipulativ och suicidal NKVD-agent. Filmen vann en Oscar för bästa utländska film.
1998 spelade Mensjikov hjälten i Michalkovs Barberaren i Sibirien. 1999 var han med i Régis Wargniers Väst-öst.